# Tennis-Bundesliga 2015
Die Tennis-Bundesliga 2015 besteht aus drei Ligen, in denen bei den Herren, Damen und Herren 30 jeweils zwischen sieben und 10 Mannschaften um die Titel der Deutschen Mannschaftsmeister kämpfen. Es handelt sich dabei um die 1. Bundesliga Herren, die 1. Bundesliga Damen und die 1. Bundesliga Herren 30, letztere unterteilt in eine Gruppe Nord und eine Gruppe Süd. Daneben gibt es bei den Damen und Herren als direkten Unterbau die 2. Bundesliga Herren und Damen.
Deutsche Meister wurden der TC Blau-Weiss Halle bei den Herren sowie der Ratinger TC Grün-Weiß sowohl bei den Damen als auch bei den Herren 30.

## Organisation
Die Tennis-Bundesligen in Deutschland werden vom Deutschen Tennis Bund mit Sitz in Hamburg veranstaltet und organisiert. Grundlage für die Durchführung sind neben den Tennisregeln der ITF, die Turnierordnung des DTB sowie das Bundesliga-Statut.

## Namenssponsoren
Namenssponsor der 1. und 2. Tennis-Bundesliga der Herren ist 2015 der Online-Tennis-Versandhändler Tennispoint, bei der 1. Bundesliga der Damen ist 2015 der Online-Tennis-Versandhändler Tennis Warehouse Europe namensgebender Sponsor. Die Bundesliga der Herren 30 hat 2015 keinen Namenssponsor.

## Tennis-Bundesliga der Herren 2015

### 1. Tennis-Bundesliga der Herren
Der TC Blau-Weiss Halle verteidigte seinen Titel aus dem Vorjahr um ein einziges gewonnenes Match mehr als der TK Kurhaus Aachen auf Platz 2. Vor dem letzten Spieltag waren beide Mannschaften punkt- und matchgleich, allerdings gewann Halle mit 5:1 gegen den TC Blau-Weiss Neuss und Aachen mit nur 4:2 gegen den KTHC Stadion Rot-Weiss, sodass sich Halle im Meisterschaftskampf am letzten Spieltag durchsetzte.
Der Tennis-Club 1. FC Nürnberg stieg als Tabellenletzter gemeinsam mit dem Erfurter TC Rot-Weiß, der bereits vor Saisonstart zurückgezogen hatte, ab.
|     | Mannschaft                  | Begegnungen                      | Punkte                           | Matches                          | Sätze                            | Spiele                           |
| --- | --------------------------- | -------------------------------- | -------------------------------- | -------------------------------- | -------------------------------- | -------------------------------- |
| 01. | TC Blau-Weiss Halle         | 8                                | 14:2                             | 36:12                            | 77:37                            | 526:383                          |
| 02. | TK Kurhaus Aachen           | 8                                | 14:2                             | 35:13                            | 79:35                            | 531:370                          |
| 03. | TK Grün-Weiss Mannheim      | 8                                | 10:6                             | 28:20                            | 65:50                            | 510:457                          |
| 04. | HTC Blau-Weiß Krefeld       | 8                                | 9:7                              | 29:19                            | 67:48                            | 501:457                          |
| 05. | Kölner THC Stadion Rot-Weiß | 8                                | 9:7                              | 26:22                            | 59:56                            | 447:465                          |
| 06. | Badwerk Gladbacher HTC      | 8                                | 5:11                             | 17:31                            | 49:71                            | 434:516                          |
| 07. | Rochusclub Düsseldorf       | 8                                | 5:11                             | 17:31                            | 42:71                            | 392:515                          |
| 08. | TC Blau-Weiss Neuss         | 8                                | 4:12                             | 17:31                            | 47:68                            | 437:547                          |
| 09. | 1. FC Nürnberg              | 8                                | 2:14                             | 11:37                            | 34:83                            | 391:547                          |
| 0.  | Erfurter TC Rot-Weiß        | zurückgezogen am 2. Februar 2015 | zurückgezogen am 2. Februar 2015 | zurückgezogen am 2. Februar 2015 | zurückgezogen am 2. Februar 2015 | zurückgezogen am 2. Februar 2015 |

### 2. Tennis-Bundesliga der Herren
Mit dem TK Blau-Weiss Aachen stieg eine zweite Mannschaft aus Aachen in die erste Bundesliga auf. Die Aachener blieben in der Nordstaffel dabei genauso verlustpunktfrei wie der TC Bruckmühl-Feldkirchen, der die Südliga gewann und ebenfalls aufstieg.
Im Norden stiegen die Mannschaften des Bremer TC von 1912, des Solinger TC 1902 und des Dorstener TC ab. Im Süden wurde der TV Reutlingen von der ersten Bundesliga in die Regionalliga durchgereicht und auch die beiden Aufsteiger von TEC Waldau und MTTC Iphitos München mussten wieder direkt absteigen.

#### 2. Tennis-Bundesliga Nord
|     | Mannschaft                 | Begegnungen | Punkte | Matches | Sätze  | Spiele  |
| --- | -------------------------- | ----------- | ------ | ------- | ------ | ------- |
| 01. | TK Blau-Weiss Aachen       | 8           | 16:0   | 50:22   | 110:53 | 778:566 |
| 02. | Bremerhavener TV 1905 (A)  | 8           | 14:2   | 52:20   | 114:54 | 774:548 |
| 03. | TC 1899 Blau-Weiss Berlin  | 8           | 10:6   | 42:30   | 92:72  | 670:624 |
| 04. | Oldenburger TeV            | 8           | 10:6   | 40:32   | 90:83  | 695:700 |
| 05. | Der Club an der Alster (N) | 8           | 6:10   | 40:32   | 91:77  | 731:640 |
| 06. | TV Espelkamp-Mittwald      | 8           | 6:10   | 32:40   | 79:89  | 681:693 |
| 07. | Bremer TC v. 1912          | 8           | 6:10   | 28:44   | 65:95  | 606:707 |
| 08. | Solinger Tennis-Club 1902  | 8           | 4:12   | 21:51   | 52:108 | 540:753 |
| 09. | Dorstener TC (N)           | 8           | 0:16   | 19:53   | 51:113 | 531:775 |

#### 2. Tennis-Bundesliga Süd
|     | Mannschaft               | Begegnungen | Punkte | Matches | Sätze  | Spiele  |
| --- | ------------------------ | ----------- | ------ | ------- | ------ | ------- |
| 01. | TC Bruckmühl-Feldkirchen | 8           | 16:0   | 51:21   | 108:57 | 758:569 |
| 02. | TC Wolfsberg Pforzheim   | 8           | 12:4   | 50:22   | 108:58 | 769:578 |
| 03. | TC BW Dresden-Blasewitz  | 8           | 10:6   | 43:29   | 89:67  | 708:625 |
| 04. | TC Großhesselohe         | 8           | 8:8    | 39:33   | 88:74  | 715:660 |
| 05. | TC Weinheim              | 8           | 8:8    | 37:35   | 89:81  | 695:669 |
| 06. | SC Uttenreuth            | 8           | 8:8    | 36:36   | 82:80  | 689:680 |
| 07. | TV Reutlingen (A)        | 8           | 8:8    | 34:38   | 78:87  | 662:686 |
| 08. | TEC Waldau (N)           | 8           | 2:14   | 21:51   | 58:107 | 612:784 |
| 09. | MTTC Iphitos München (N) | 8           | 0:16   | 13:59   | 35:124 | 470:827 |

## Tennis-Bundesliga der Herren 30 2015

### 1. Tennis-Bundesliga der Herren 30
Wie im Vorjahr setzte sich der Ratinger TC Grün-Weiß sowohl in der Gruppenphase als auch der Finalrunde ungeschlagen durch und verteidigte seinen Titel als deutscher Meister der Herren 30 aus dem Vorjahr. Die Siege im Halbfinale und Finale zuerst gegen den zweiten der Südgruppe, den MTTC Iphitos München, und dann im Finale gegen den Sieger der Südgruppe, den TC Bruckmühl-Feldkirchen, waren mit jeweils 5:4 aber jeweils knapp.

#### Finalrunde
|  | Halbfinale                | Halbfinale                    | Halbfinale | Halbfinale | Halbfinale |  |  | Finale                    | Finale                        | Finale | Finale | Finale |
|  |                           |                               |            |            |            |  |  |                           |                               |        |        |        |
|  |                           |                               |            |            |            |  |  |                           |                               |        |        |        |
|  | Jacobi & Partner Ratingen | Jacobi & Partner Ratingen (M) | 5          | 11         | 71         |  |  |                           |                               |        |        |        |
|  | MTTC Iphitos München      | MTTC Iphitos München          | 4          | 4          | 74         |  |  |                           |                               |        |        |        |
|  |                           |                               |            |            |            |  |  | Jacobi & Partner Ratingen | Jacobi & Partner Ratingen (M) | 5      | 11     | 74     |
|  |                           |                               |            |            |            |  |  | TC Bruckmühl-Feldkirchen  | TC Bruckmühl-Feldkirchen      | 4      | 8      | 79     |
|  | TC Bruckmühl-Feldkirchen  | TC Bruckmühl-Feldkirchen      | 6          | 13         | 101        |  |  |                           |                               |        |        |        |
|  | Vereinslogo               | ETB SW Essen                  | 2          | 5          | 65         |  |  |                           |                               |        |        |        |
|  |                           |                               |            |            |            |  |  |                           |                               |        |        |        |

#### 1. Tennis-Bundesliga Nord
|     | Mannschaft                        | Begegnungen | Punkte | Matches | Sätze | Spiele  |
| --- | --------------------------------- | ----------- | ------ | ------- | ----- | ------- |
| 01. | Jacobi & Partner Ratingen (M)     | 6           | 12:0   | 45:9    | 95:25 | 618:331 |
| 02. | ETB SW Essen (A)                  | 5           | 6:4    | 21:24   | 50:56 | 397:417 |
| 03. | RTHC Bayer Leverkusen (A)         | 5           | 4:6    | 24:21   | 52:52 | 410:448 |
| 04. | Kölner THC Stadion Rot-Weiß       | 5           | 4:6    | 22:23   | 53:51 | 409:413 |
| 05. | TC Parkhaus Wanne-Eickel          | 5           | 4:6    | 19:26   | 45:56 | 391:424 |
| 06. | Tennis- u. Hockey-Club Ahrensburg | 5           | 4:6    | 18:27   | 43:62 | 381:459 |
| 07. | Uhlenhorster HC Hamburg (A)       | 5           | 2:8    | 13:32   | 31:67 | 342:456 |

#### 1. Tennis-Bundesliga Süd
|     | Mannschaft               | Begegnungen | Punkte | Matches | Sätze | Spiele  |
| --- | ------------------------ | ----------- | ------ | ------- | ----- | ------- |
| 01. | TC Bruckmühl-Feldkirchen | 6           | 10:2   | 45:9    | 93:24 | 596:317 |
| 02. | MTTC Iphitos München     | 6           | 8:4    | 33:21   | 72:52 | 520:426 |
| 03. | STL Lohfelden (A)        | 6           | 8:4    | 26:28   | 64:66 | 501:527 |
| 04. | SC SaFo Frankfurt (A)    | 6           | 6:6    | 26:28   | 61:62 | 434:469 |
| 05. | TB Erlangen              | 6           | 6:6    | 25:29   | 60:68 | 472:507 |
| 06. | TC Biberach              | 6           | 4:8    | 20:34   | 48:74 | 419:530 |
| 07. | STK Garching (A)         | 6           | 0:12   | 14:40   | 34:86 | 405:571 |

## Tennis-Bundesliga der Damen 2015

### 1. Tennis-Bundesliga der Damen
Der Ratinger TC Grün-Weiß verteidigte seinen Titel als Meister der Damen ungefährdet und ungeschlagen vor den drei Aufsteigermannschaften von TC Rüppurr Karlsruhe, dem TC Rot-Blau Regensburg und ETuF Essen.
|     | Mannschaft                        | Begegnungen | Punkte | Matches | Sätze | Spiele  |
| --- | --------------------------------- | ----------- | ------ | ------- | ----- | ------- |
| 01. | M2Beauté Ratingen                 | 6           | 12:0   | 46:8    | 95:27 | 609:355 |
| 02. | TC Rüppurr Karlsruhe (N)          | 6           | 8:4    | 34:20   | 74:45 | 520:439 |
| 03. | Eckert Tennis Team Regensburg (N) | 6           | 6:6    | 30:24   | 63:53 | 514:441 |
| 04. | ETuF Essen (N)                    | 6           | 6:6    | 22:32   | 51:69 | 419:525 |
| 05. | TC Moers 08                       | 6           | 6:6    | 21:33   | 49:72 | 462:535 |
| 06. | TC 1899 Blau-Weiss Berlin         | 6           | 4:8    | 22:32   | 54:73 | 479:541 |
| 07. | TK Blau-Weiss Aachen              | 6           | 0:12   | 14:40   | 41:88 | 409:576 |

### 2. Tennis-Bundesliga der Damen
Der Club an der Alster gewann die zweite Bundesliga Nord der Damen und stieg damit in die erste Bundesliga auf. Auch der zweitplatzierte DTV Hannover stieg als Nachrücker für ETuF Essen, die ihre Mannschaft nach Saisonende vom Spielbetrieb abmeldeten, auf.
Im Süden gewann der TEC Waldau die Meisterschaft ungeschlagen vor drei punktgleichen Mannschaften. Nur der TC Amberg am Schanzl stieg am Saisonende ab, da er seine Mannschaft noch vor Saisonstart zurückgezogen hatte.

#### 2. Tennis-Bundesliga Nord
|     | Mannschaft                | Begegnungen | Punkte | Matches | Sätze | Spiele  |
| --- | ------------------------- | ----------- | ------ | ------- | ----- | ------- |
| 01. | Der Club an der Alster    | 6           | 10:2   | 39:15   | 81:40 | 545:388 |
| 02. | DTV Hannover              | 6           | 8:4    | 35:19   | 76:45 | 517:415 |
| 03. | Braunschweiger THC        | 6           | 8:4    | 32:22   | 71:47 | 543:415 |
| 04. | TC Union Münster          | 6           | 8:4    | 30:24   | 68:58 | 518:510 |
| 05. | Rochusclub Düsseldorf     | 6           | 4:8    | 20:34   | 48:71 | 458:507 |
| 06. | RTHC Bayer Leverkusen (N) | 6           | 2:10   | 19:35   | 45:74 | 430:548 |
| 07. | LTTC Rot-Weiß Berlin (N)  | 6           | 2:10   | 14:40   | 30:84 | 362:590 |

#### 2. Tennis-Bundesliga Süd
|     | Mannschaft                | Begegnungen   | Punkte        | Matches       | Sätze         | Spiele        |
| --- | ------------------------- | ------------- | ------------- | ------------- | ------------- | ------------- |
| 01. | TEC Waldau (A)            | 5             | 10:0          | 40:5          | 66:11         | 418:153       |
| 02. | BASF TC Ludwigshafen      | 5             | 6:4           | 27:18         | 58:42         | 409:343       |
| 03. | TC Weiß-Blau Würzburg (N) | 5             | 6:4           | 26:19         | 58:44         | 422:350       |
| 04. | GW Luitpoldpark München   | 5             | 6:4           | 22:23         | 46:36         | 319:308       |
| 05. | TC Olympia Lorsch (N)     | 5             | 2:8           | 16:29         | 38:63         | 359:435       |
| 06. | TGS Bieber Offenbach      | 5             | 0:10          | 4:41          | 12:82         | 166:514       |
| 0-. | TC Amberg am Schanzl (A)  | zurückgezogen | zurückgezogen | zurückgezogen | zurückgezogen | zurückgezogen |